# AIDA International
Association Internationale pour le Développement de l'Apnée (engl. International Association for Development of Apnea, skraćeno AIDA) međunarodna je krovna ronilačka organizacija, osnovana 1992. godine sa sjedištem u Lausanni, Švicarska te upravlja i nadzire priznavanje rekorda, organizira natjecanja, i postavlja standarde u edukaciji u ronjenju na dah.
Od 1993., AIDA International je službovala pri obaranju 222 Svjetska rekorda.

## Vanjske poveznice
- Službene stranice AIDA International
- Službene stranice AIDA Hrvatska  Arhivirana inačica izvorne stranice od 28. rujna 2012. (Wayback Machine)